# 昼におはよう
昼おはようは、男性2人組YouTuberである。主に幼稚園と親のコント系の動画を投稿している。
両者共に福岡県出身。主にTikTok、Instagram、YouTubeで活動する。studio15所属。2024/03/13時点での各SNS登録者数は、TikTok80万人、Instagram20万人、YouTube80万人（いずれもおよその数）となっている。

## プロフィール
ジロー（2000年1月12日（25歳） - ）親子の日常シリーズでは母親に演じる。
福岡県出身。
特技はボクシング。趣味はドライブ、バーベキュー。
テルとは3歳から高校まで同じの幼なじみ。

テル（2000年1月22日（25歳） - ）親子の日常シリーズでは2024年3月頃までは幼稚園児2024年4月からは小学生を演じる。
福岡県出身。
特技はサッカー。趣味はドライブ、バーベキュー。
ジローとは3歳から高校まで同じの幼なじみ。
2023年に東京中央美容外科で二重整形術を受けた。

## 略歴
- 2021年
  - 12月 - TikTokとYouTubeで活動を始める。
- 2022年
  - 11月 - 自身初となるLINEスタンプの販売を開始。
- 2023年
  - 9月 - SPINNSとのコラボで期間限定のグッズ展開を開始。
  - 9月23日 - オフィシャルファンクラブ「昼っこの秘密基地」を開設。
  - 9月に渋谷109で、10月に福岡パルコで、11月にダイアモンドビル (京都市) で自身初のオフ会を開催。
  - 11月1日 - TikTok運営会社が主催する「TikTok Creator Awards Japan 2023 Comedy Creator of the Year」にノミネート[2]。
- 2024年
  - 7月31日（予定） - オフィシャルファンクラブ「昼っこの秘密基地」を閉鎖。

## 動画内容
ショート動画がメイン。
親子の日常シリーズ
ジローが母親に、テルが幼稚園児に扮する。特に人気を博しているシリーズである。このシリーズの中でもシーンが３種類あり、『夕飯の準備中（テルが帰って来る）』『食事中』『（テルが）夜に帰宅』である。
父親とは離婚したという設定。
ツッコミで、ジロー（母親）がテル（幼稚園児）の頭を叩く瞬間、画面を一瞬黒画面にし実際に叩いているところが見えないようにする編集がされている。
2070年の老夫婦シリーズ
ヤンキーシリーズ
テルコ婆ちゃんシリーズ
主に2022年2月〜4月頃に投稿されたシリーズ。
親子ネタシリーズ
『〇〇と親子』『〇〇と子供』というタイトルで投稿される。日常生活で実際にありそうな場面、またはあり得ない場面を投稿する。背景はグリーンバックで合成されている。
老夫婦の日常シリーズ
2024年3月6日から投稿されているシリーズ。
老夫婦の食事の様子がモチーフとなっている。

## タイアップ
- 味の素
- 東京中央美容外科
- ピザハット

## コラボ
- SPINNS (グッズ展開)[3]